# Marvin Senaya
Marvin Senaya, né le 28 janvier 2001 à Saint-Maurice en France, est un footballeur français. Il joue au poste d'arrière droit à l’AJ Auxerre.

## Biographie

### En club
Né à Saint-Maurice en France, Marvin Senaya est formé au RC Strasbourg. Le 5 mai 2021, il signe son premier contrat professionnel avec Strasbourg, d'une durée de trois ans.
Il commence toutefois sa carrière au FC Sochaux-Montbéliard, où il est prêté le 31 août 2021, pour la durée d'une saison,. Il joue son premier match en professionnel avec Sochaux, le 18 septembre 2021, lors d'une rencontre de championnat face au Paris FC. Il est titularisé, et son équipe s'impose deux buts à zéro.
Senaya commence la saison 2022-2023 avec Strasbourg, faisant sa première apparition en Ligue 1 le 14 août 2022, contre l'OGC Nice. Il entre en jeu à la place de Jean-Ricner Bellegarde et les deux équipes se neutralisent ce jour-là (1-1 score final). 
Le 17 août 2022, Marvin Senaya est prêté au Rodez AF pour une saison, sans option d'achat.
De retour au RC Strasbourg à l'été 2023, Senaya est cette fois-ci intégré à l'équipe première. Il prolonge également son contrat le 2 septembre 2023, étant alors lié au club jusqu'en juin 2027.
Le 6 février 2025, il est prêté au club suisse Lausanne-Sport.

## Vie privée
Marvin Senaya est le fils de Yao Mawuko Sènaya, ancien footballeur international togolais.